# Anoplostoma blanchardi
Anoplostoma blanchardi är en rundmaskart som beskrevs av De Man 1888. Anoplostoma blanchardi ingår i släktet Anoplostoma och familjen Anoplostomatidae. Arten är reproducerande i Sverige. Inga underarter finns listade i Catalogue of Life.